# Jeanne Dielman, 23 quai du Commerce, 1080 Bruxelles
Jeanne Dielman, 23 quai du Commerce, 1080 Bruxelles es una película belga de 1975 dirigida por Chantal Akerman sobre la prostitución de las amas de casa.
Tras su lanzamiento, The New York Times llamó a la película «la primera obra maestra de lo femenino en la historia del cine», y fue considerada la 19.ª película del siglo XX por The Village Voice. En 2022, la película se clasificó como la mejor película de todos los tiempos en la encuesta de la revista de crítica Sight & Sound, convirtiéndose en la cuarta película en hacerlo, después de Ladri di biciclette, Citizen Kane y Vértigo, y la primera en ser dirigida por una mujer que alcanza esta posición.

## Trama
La película trata de la vida cotidiana de una bruselense, madre de un chico de dieciséis años, viuda y aún joven. Muestra sus tareas cotidianas, repetitivas y alienantes: planchar, pelar verduras, fregar los platos, hacer la cama, etc. Esta ama de casa se prostituye, previa cita, en su domicilio. Los clientes que acuden a su habitación le proporcionan los recursos económicos que necesita para pagar el alquiler, vivir y criar a su hijo tras la pérdida de su marido. Al igual que sus otras actividades, la prostitución de esta madre es parte de una rutina mundana que realiza a diario de memoria.

## Elenco
- Delphine Seyrig como Jeanne Dielman.
- Jan Decorte como Sylvain Dielman.
- Henri Storck como el primer cliente.
- Jacques Doniol-Valcroze como el segundo cliente.
- Yves Bical como el tercer cliente.

## Producción
Tras establecerse como una de las principales directoras de cine en 1974 con Je, tu, il, elle, Akerman declaró que «se sentía preparada para hacer un largometraje con más dinero» y solicitó una subvención al gobierno belga para obtener ayuda financiera, presentando un guion que Jane Clarke describió como el retrato de «una rutina rigurosa [construida] en torno a la comida… y el sexo rutinario comprado por la tarde». Este guion solo sería la base aproximada de Jeanne Dielman, 23 quai du Commerce, 1080 Bruxelles, porque después de que Akerman recibiera la subvención gubernamental de 120.000 dólares y comenzara la producción, desechó el guion y comenzó una nueva película en su lugar. Akerman también explicó que pudo hacer una película centrada en la mujer porque «en ese momento todo el mundo hablaba de mujeres» y que era «el momento adecuado».
El rodaje de Jeanne Dielman, 23 quai du Commerce, 1080 Bruxelles duró cinco semanas y Akerman la definió como «una película de amor a mi madre. Es un reconocimiento a ese tipo de mujer». Akerman utilizó un equipo exclusivamente femenino para la película, que, según declaró más tarde, «no funcionó tan bien, no porque fueran mujeres, sino porque yo no las elegí. Bastaba con ser mujer para trabajar en mi película… así que el rodaje fue horrible». Akerman declaró además que la película es una reacción a «una jerarquía de imágenes» en el cine que sitúa un accidente de coche o un beso «más arriba en la jerarquía que lavar los platos… Y no es por accidente, sino que está relacionado con el lugar que ocupa la mujer en la jerarquía social… El trabajo de la mujer surge de la opresión y lo que surge de la opresión es más interesante. Hay que ser preciso. Hay que serlo».
La película muestra largos momentos de la vida de Jeanne Dielman en tiempo real, lo que, según Akerman, «era la única manera de rodar la película: evitar cortar la acción en cien sitios, mirar con atención y ser respetuosa. El encuadre debía respetar su espacio, a ella y sus gestos dentro de él». Las largas tomas estáticas garantizan que el espectador «siempre sepa dónde estoy».

## Acogida

### Estreno
Jeanne Dielman, 23 quai du Commerce, 1080 Bruxelles se estrenó en la Quincena de Realizadores del Festival de Cannes de 1975. Al principio tuvo una acogida desigual por parte de la crítica; muchos la tacharon de aburrida o de ejercicio de minimalismo sin sentido, mientras que otros elogiaron sus efectos visuales y el uso del tiempo. La difusión de la película y su éxito económico en Europa ayudaron a Akerman a obtener financiación para su película de 1978 Les Rendez-vous de Anna. Jeanne Dielman no se estrenó en Estados Unidos hasta 1983.
En el momento de su estreno, el crítico Louis Marcorelles la calificó de «primera obra maestra de lo femenino en la historia del cine». Jonathan Rosenbaum defendió la duración y el ritmo de la película, afirmando que «necesita su tiempo de duración, porque su tema es épico, y el conjunto… nos prepara para reconocer y responder a las fluctuaciones y los matices. Si un cine radical es algo que va a las raíces de la experiencia, esta es como mínimo una película que muestra dónde y cómo están enterradas algunas de esas raíces». El crítico Gary Indiana dijo que «la brillantez de Akerman es su capacidad para mantener al espectador fascinado por todo lo que normalmente queda fuera de las películas». B. Ruby Rich dijo que «nunca antes se había representado de forma tan visceral la materialidad del tiempo de la mujer en el hogar… Inventa un nuevo lenguaje capaz de transmitir verdades que antes no se decían». Marsha Kinder la definió como «el mejor largometraje que he visto jamás realizado por una mujer». Akerman se mostró reacia a ser considerada una cineasta feminista, afirmando: «No creo que exista el cine de mujeres».

### Acogida hoy día
La película se ha caracterizado como un ejemplo de cine contemplativo, en el que el tiempo se pone en primer plano y se resta importancia a la acción narrativa. El crítico Richard Brody la calificó como un «tour de force del modernismo cinematográfico [que] pone el tiempo en pantalla como nunca antes se había visto». La crítica Jessica Winter ha escrito que «la fuerza de la película deriva en gran parte de su austeridad, paciencia y extrema disciplina», llamando la atención sobre su uso de planos fijos, tomas largas y ausencia de primeros planos o planos de reacción. Winter afirma que «a medida que pasan los minutos y las horas, Akerman recompensa la atención del espectador recalibrándola». En un ensayo de 2009, Ivone Marguilies observó que la película estaba «en plena sintonía» con el movimiento feminista europeo de la época, y que los críticos feministas acogieron con satisfacción su «rigurosa alineación de la política sexual y de género con una economía formal —mostrando la cocina y ocultando el sexo—… como una alternativa impresionante a los documentales y largometrajes políticos bienintencionados pero convencionales».
Jeanne Dielman, 23 quai du Commerce, 1080 Bruxelles ha cosechado seguidores de culto y elogios de la comunidad cinematográfica. Los cineastas Todd Haynes, Gus Van Sant y Céline Sciamma se han inspirado explícitamente en la película; Van Sant se refirió a ella como una inspiración para sus propias películas similares Gerry (2002) y Elephant (2003). La película también ha sido objeto de versiones paródicas. Con el lanzamiento de la edición en DVD de The Criterion Collection en 2009, la empresa organizó un concurso en el que se invitaba a seguidores a crear vídeos de cocina inspirados en la película y a colgarlos en YouTube. En la web de crítica Rotten Tomatoes, el 95% de las 55 críticas son positivas, con una puntuación media de 8,7/10. El consenso de la web es que «la película es un éxito». La opinión general de la página web es el siguiente: «[la película] ofrece una mirada persistente, descarnada y, en última instancia, fascinante sobre la existencia de una mujer».

### Galardones
La película fue nombrada la decimonovena mejor película del siglo XX en una encuesta de críticos realizada por The Village Voice en 2000. Clasificada en el puesto 35 en la encuesta de críticos Sight & Sound «Greatest Films of All Time» de 2012, y no clasificada entre las 100 mejores de la lista de directores de 2012. En 2022, la película recibió la distinción de ser votada como la «mejor película de todos los tiempos» de Sight & Sound. La película ocupó el primer puesto en la encuesta de la crítica y empató en el cuarto puesto en la encuesta de directores.

## Origen y reconocimiento internacional
Según el diario Le Monde, Jeanne Dielman, 23, quai du Commerce, 1080 Bruxelles es una descripción minuciosa, con ilusión de tiempo real (cercana al hiperrealismo), de la alienación. Según la cineasta, «es una película sobre el espacio y el tiempo y sobre cómo organizar la propia vida para no tener tiempo libre, para no dejarse abrumar por la angustia y la obsesión de la muerte».
Gus Van Sant y Todd Haynes han afirmado que su trabajo está influido por Jeanne Dielman. En particular, Gus van Sant ha explicado que se inspiró en el dispositivo de filmación de Jeanne Dielman para su película Last Days. Su director de fotografía, Harris Savides, analizó la película y llegó a la conclusión de que en cada habitación solo se utilizan una o dos posiciones de cámara. Si la acción vuelve a una habitación que ya se ha mostrado en pantalla, las posiciones de cámara son las mismas que antes. Savides y Van Sant decidieron, por tanto, utilizar el mismo dispositivo a lo largo de Last Days.
En diciembre de 2022, la revista británica de cine Sight and Sound la calificó como la mejor película de todos los tiempos.